# Referendum w Estonii w 1992 roku
Referendum w Estonii w 1992 roku zostało zorganizowane 22 czerwca i dotyczyło zgody na przyjcie nowej konstytucji oraz nadania czynnego prawa wyborczego osobom niebędącym obywatelami państwa, ale złożyły formalny wniosek o nadanie obywatelstwa.

## Wyniki referendum
W referendum wzięło udział 66,76% uprawnionych do głosowania. Za przyjęciem nowej ustawy zasadniczej głowowało 91,86% osób (8,14% przeciw). Propozycja rozszerzenia praw wyborczych została odrzucona przez 53,48% głosujących (46,52% głosowało za projektem).

### Nowa Konstytucja
| Opcja                             | Głosy   | %    |
| --------------------------------- | ------- | ---- |
| Za                                | 407 867 | 91,9 |
| Przeciw                           | 36 147  | 8,1  |
| głosy nieważne/puste              | 2 964   | –    |
| Łącznie                           | 446 708 | 100  |
| Zarejestrowani/uprawnieni wyborcy | 669 080 | 66,8 |
| Źródło: D. Nohlen i P. Stöver.    |         |      |

### Rozszerzenie praw wyborczych
| Opcja                             | Głosy   | %    |
| --------------------------------- | ------- | ---- |
| Za                                | 205 980 | 46,5 |
| Przeciw                           | 236 819 | 53,5 |
| głosy nieważne/puste              | 3 679   | –    |
| Łącznie                           | 446 478 | 100  |
| Zarejestrowani/uprawnieni wyborcy | 669 080 | 66,7 |
| Źródło: D. Nohlen i P. Stöver.    |         |      |